# Robert de Boves
Robert de Boves fou un noble francès fill de Tomàs de Marle (senyor de Coucy, Boves, Marle, La Fère, Crépy i Vervins, i comte d'Amiens), que fou senyor de Boves i comte d'Amiens.
El 1085 el rei de França, que disposava del comtat d'Amiens (excepte els dominis episcopals) com a feu de la corona des de l'abdicació de Simó de Vexin-Valois (1077) havia reconegut el domini del comtat d'Enguerrand de Boves, pels presumptes drets de la seva àvia Adela de Boves, esposa de Raül IV de Valois i III d'Amiens i Vexin. Però a la seva mort (1116) el rei en va desposseir al seu fill i hereu Tomàs de Marle (foragitat el 1118) i el va cedir a Adelaida de Vermandois que estava casada amb Renald II de Clermont. Adelaida va morir vers 1119 i la va succeir la seva filla (d'un segon matrimoni) Margarida de Clermont. Tomàs de Marles va reclamar els seus drets fins a la seva mort el 1130. El 1146 va morir Margarida de Clermont i la va succeir la seva filla Beatriu de Saint Pol, que s'havia casat o es va casar després amb Robert de Boves, amb el que aquest va recuperar el comtat, si bé no de suo jure sinó per dret uxori. Però al mateix temps Raül I de Vermandois reclamava també el comtat com a fill gran del primer matrimoni d'Adelaida de Vermandois. En algun moment entre 1146 i 1152 Raül I va aconseguir el control del comtat.
Robert va morir el 1191.